# الرقص الشعبي في إيطاليا

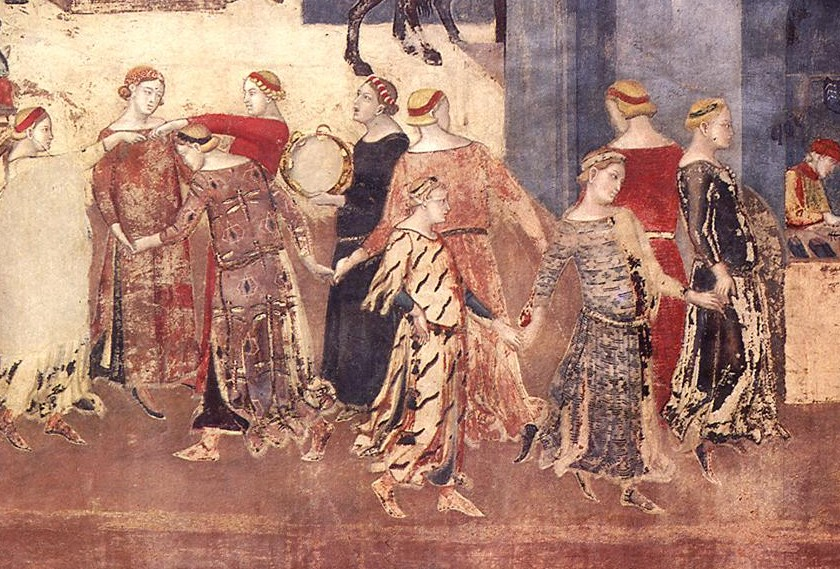
رسم لإحدى الرقصات الإيطالية.

لقد كان الرقص الشعبي في إيطاليا جزءاً لا يتجزأ من
الثقافة الإيطالية لعدة قرون وبشكل مستمر، وقد كان لدانتي أليغييري دوراً خلال عصر النهضة وايضاً الترنتيلة وهي موسيقى شعبية إيطالية، والموسيقى الريفية الحديثة والرقص ايضاً.